# Staškov
Staškov este o comună slovacă, aflată în districtul Čadca din regiunea Žilina, pe malul râului Kysuca⁠(d). Localitatea se află la altitudinea de 451 m deasupra n.m., se întinde pe o suprafață de 21,87 km2 și în 2017 număra 2.785 de locuitori.

## Istoric
Localitatea Staškov este atestată documentar din 1640.

## Demografie
| An:                | 1994 | 2004   | 2014   | 2024   |
| ------------------ | ---- | ------ | ------ | ------ |
| Număr de persoane: | 2568 | 2686   | 2761   | 2759   |
| Diferență:         |      | +4,59% | +2,79% | −0,07% |

| An:                | 2023 | 2024 |
| ------------------ | ---- | ---- |
| Număr de persoane: | 2759 | 2759 |
| Diferență:         |      | +0%  |